# So Done (Alicia Keys)
So Done è un singolo della cantautrice statunitense Alicia Keys con la partecipazione del cantautore Khalid, pubblicato il  14 agosto 2020 come terzo estratto dal settimo album in studio Alicia.

## Descrizione
Il brano, scritto dalla Keys con Khalid e il produttore Ludwig Göransson, racconta di come vivere la propria vita liberamente, contando su se stessi.

## Video musicale
Il video del brano è stato pubblicato sul canale Vevo della cantautrice il 14 agosto 2020. È stato diretto da Andy Hines e vede la partecipazione dell'attrice Sasha Lane.

## Tracce
Testi e musiche di Alicia Keys, Khalid e Ludwig Göransson..
1. Alicia Keys – So Done (feat. Khalid) – 3:55